# تشارلز شارون
تشارلز شارون (بالإنجليزية: Charles Sharon)‏ هو لاعب كرة قدم أمريكية أمريكي، ولد في 4 أبريل 1983 في بالاتكا في الولايات المتحدة.